# 중화인민공화국의 티베트 합병

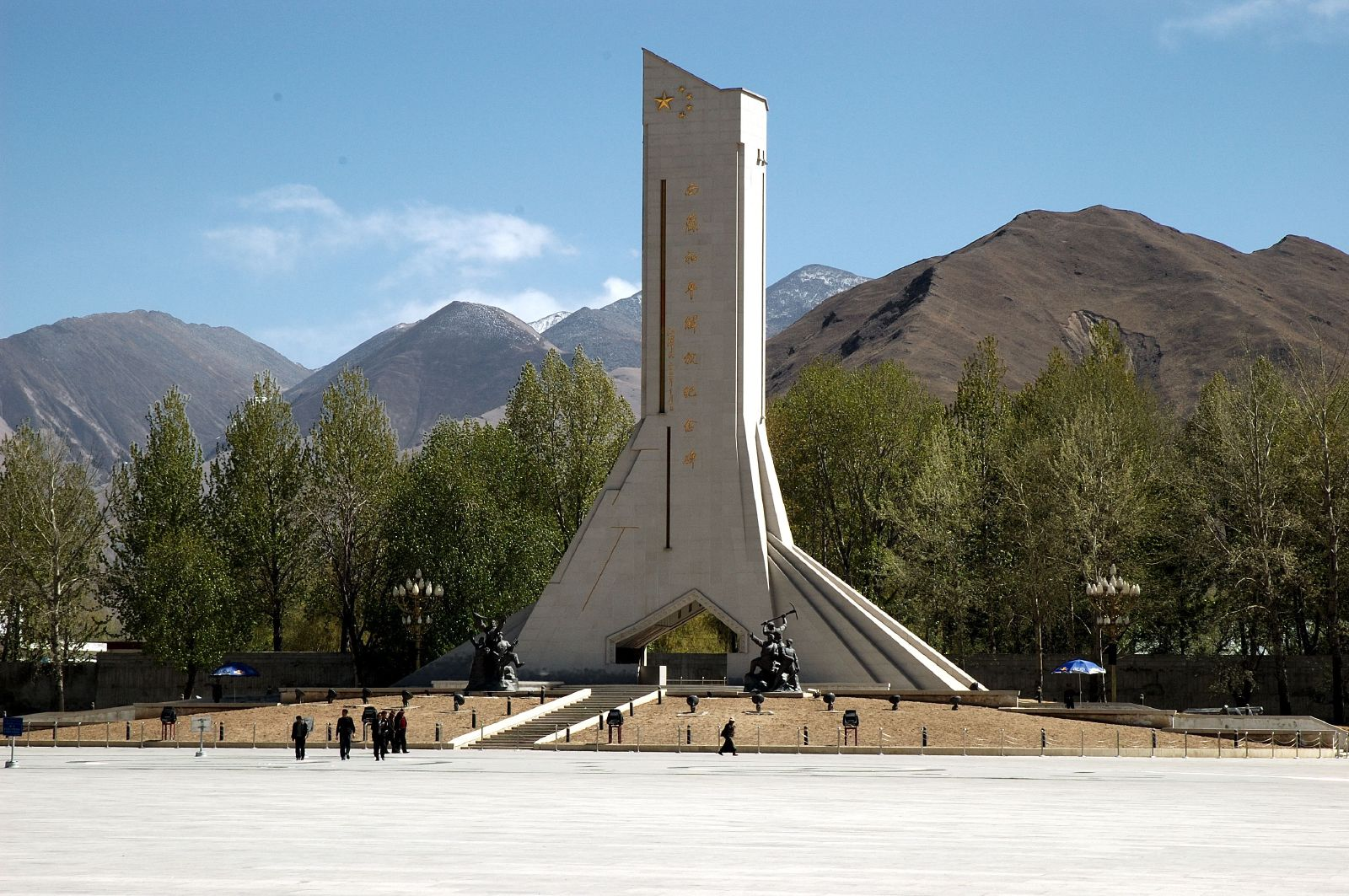
2001년 중화인민공화국 티베트 자치구 라싸에 설립된 티베트 화평 해방 기념비(西藏 和平 解放 紀念碑)

중화인민공화국의 티베트 합병(영어: annexation of Tibet by the People's Republic of China, Chinese invasion of Tibet)은 1950년부터 1951년 사이에 중화인민공화국이 티베트를 군사적으로 합병한 사건이다. 티베트 망명 정부에서는 티베트 침공, 중화인민공화국의 티베트 침공, 중화인민공화국에서는 평화적인 티베트 해방(중국어: 西藏和平解放)이라고 부른다.

## 합병 이전
1950년 3월 7일 티베트 정부 대표단이 새로 성립한 중화인민공화국과의 대화를 가졌다. 중화인민공화국은 티베트의 특히 "영역 보전"을 존중하고 안전을 보장하기 위해 인도의 칼림퐁을 방문했다. 그렇지만 티베트, 인도, 영국, 중화인민공화국이 회담 개최 장소에 대한 의견 차이를 보였기 때문에 성사되지 않았다. 티베트는 싱가포르 또는 홍콩에서 개최하는 것을 선호했고 영국은 인도에서 개최하는 것을 선호했다. 인도, 중국은 베이징에서 개최하는 것을 선호했지만 인도, 영국은 회담 개최를 반대했다.
1950년 9월 16일 티베트 대표단이 인도 주재 중화인민공화국 대사를 역임하고 있던 위안중셴(袁仲賢)을 만났다. 위안중셴은 '티베트는 중화인민공화국의 일부분이다. 중화인민공화국은 티베트의 국방, 무역, 외교를 담당한다.'는 조건을 제시했는데 이를 받아들이면 티베트를 "평화적으로 해방"시키고 받아들이지 않으면 티베트와의 전쟁을 벌이겠다는 의견을 전달했다. 당시 티베트는 과거의 경험을 바탕으로 중공군을 자신들과 비슷한 전력을 갖춘 군대로 판단하고 충분히 승산이 있다고 생각했다. 실제로 이 당시 중공군 또한 티베트처럼 기병대에 꽤 가치를 두고 있었던 것으로 알려졌다.
1950년 9월 19일 체폰 샤캅파 티베트 재무부 장관이 협력을 추진하기 위해 몇 가지 조건을 달았는데 이 가운데에는 중국군이 티베트에 주둔하는 조항이 담겨 있었다. 당시 티베트는 주변 국가에 대한 군사적 위협이 없었지만 인도, 네팔이 티베트를 공격하면 중국에 군사적인 지원을 받아야 한다는 규정이 있었다.
라싸 시에서 논의가 진행되는 동안 1950년 10월 7일 중국 인민해방군은 티베트 동부를 침공하면서 "사실상의 국경" 5개를 침범했다. 이 목적은 티베트 침공 자체가 아니라 티베트군을 창두에서 포위하여 섬멸시켜서 라싸 정부의 영향력을 감퇴시키는 한편 베이징에 협상 대표를 파견해서 평화적으로 티베트를 편입시키는 조약에 서명하는 것이었다.
1950년 10월 21일 라싸 정부는 중국 공산당 정부와의 협의를 위해 베이징에 주재하고 있던 티베트 대표단을 철수하도록 지시했다. 또한 달라이 라마의 신변이 보장된다면 일부 요구 사항을 제외한 최초의 요구 사항에는 합의하겠다는 의사를 전달했다.

## 창두 전투
중국 인민해방군의 침공 이전에 캄과 티베트 정부와의 관계는 사이가 좋지 않았다. 이 때문에 캄은 티베트 정부의 행동에 반대했고 창두에서 일어난 중국 공산당의 행동에 가세했다. 인민해방군은 캄에서 어떠한 저항 없이 캄을 점령하게 된다. 판다창 랍가(Pandatsang Rapga)는 아푀 아왕직메(Ngapoi Ngawang Jigme)에게 티베트 정부가 캄의 독립을 인정하는 대신에 몇몇 캄 출신 전사들을 저항에 참가시키자고 제안했지만 지그메는 이를 거부했다.
창두 전투 중에 랍가(Rapga)와 톱가이(Topgay)는 중화인민공화국과의 협상에 참여했다. 캄 주민들은 전투에 참여하지 않았기 때문에 인민해방군의 진행은 순조롭게 성공했다. 협상이 실패한 지 1개월 뒤에 티베트는 안전 보장을 위해 외국의 원조와 군사적 지원을 받으려고 시도했으며 인민해방군과 티베트군 양측의 병력이 증강했다. 인민해방군은 1950년 10월 6일 또는 10월 7일에 진사강을 넘었다.
압도적인 수를 갖고 있던 인민해방군의 2개 부대는 1950년 10월 19일에 티베트군을 국경에서 가까운 창두 주변에서 재빨리 포위했다. 이 과정에서 인민해방군 병사 114명, 티베트군 병사 180명이 사상했다. 활발한 전투는 가모응굴추 강(Gyamo Ngul Chu) 북동부, 티베트 정부가 관리하는 동경 96도 동쪽의 국경에 한정되어 있었다. 창두를 점령한 인민해방군은 교전을 중단했고 포로로 잡힌 아푀 아왕직메를 라싸로 보내서 협상 조건을 다시 제시했다. 또한 티베트 정부가 베이징에 대표를 보내는 것을 기다렸다.

## 전투 이후
1950년 11월 7일 티베트 정부는 유엔 측에 중화인민공화국의 티베트 침공에 대한 대응을 호소했다. 그렇지만 유엔은 한국 전쟁 개입에만 관심이 있었기 때문에 티베트 분쟁에 개입하지 못했다.
당시 유엔 안전 보장 이사회의 상임이사국이었던 중화민국은 티베트를 독립 국가로 인정하지 않고 자국 영토로 간주했기 때문에 정식 독립 국가로 인정받지 못했다. 또한 티베트 정부가 유엔 측에 보낸 문서가 티베트가 아닌 인도에서 발송되었기 때문에 티베트 정부가 작성한 진짜 문서인지 확인하지 못했다.
엘살바도르는 유엔 총회에서 티베트의 입장을 지지하는 성명을 발표했지만 유엔 총회는 "티베트, 중국, 인도의 평화에 관한 문제를 유엔에서 논의하는 것은 어울리지 않는다."며 거절했다. 또한 중화민국은 티베트를 자국 영토로 간주했기 때문에 자신들의 적국인 중화인민공화국의 티베트 침공을 사실상 인정한 셈이 되었다.
인민해방군은 창두 전투에서 포로로 잡혔던 아푀 아왕직메를 석방시켰고 라싸로 파견했다. 지그메는 달라이 라마와의 협상에서 인민해방군 대표로 참석했다. 중화인민공화국은 티베트가 평화적으로 해방된 경우에는 티베트의 상류층이 지위, 권력을 유지한다고 약속했다. 티베트는 협상을 위해 베이징에 대표를 보냈다. 중화인민공화국과 티베트는 베이징에서 십칠조협의를 체결했다.

## 같이 보기
- 티베트 독립운동
- 티베트 망명 정부
- 1959년 티베트 봉기
- 2008년 티베트 소요 사태